# Умершие в январе 1942 года
Это список известных людей, соответствующих установленным критериям значимости (см. Википедия:Критерии значимости персоналий), умерших в январе 1942 года.
Причина смерти указывается лишь в исключительных случаях (убийство, самоубийство, гибель в результате военных действий, смертная казнь, ДТП или несчастные случаи). В остальных случаях — не указывается.

## 1 января
- Анатра, Артур Антонович — одесский предприниматель, миллионер, основатель и владелец авиастроительных заводов, президент Одесского аэроклуба. Умер во Франции.
- Ежек, Ярослав (35) — чешский композитор, драматург и пианист. Умер от хронической болезни почек в Нью-Йорке.
- Захаров, Василий Григорьевич — красноармеец Рабоче-крестьянской Красной Армии, участник советско-финской и Великой Отечественной войны, Герой Советского Союза (1940). Погиб в бою под Белёвом.
- Коковцов, Павел Константинович (80) — русский и советский востоковед-семитолог. Умер в блокадном Ленинграде.
- Владимир Матвеев (30) — Герой Советского Союза.

## 2 января
- Бершадский, Сергей Владимирович — российский и советский дирижёр, композитор и аранжировщик, умер от голода в блокадном Ленинграде

## 3 января
- Рутенберг, Пётр Моисеевич (63) — инженер, политический деятель и бизнесмен, активный участник русских революций 1905 и 1917 гг., впоследствии один из руководителей сионистского движения и организаторов Еврейского Легиона и Американского еврейского конгресса
- Синявин, Фёдор Фёдорович — Герой Советского Союза.

## 4 января
- Дубинин, Владимир Никифорович (14) — участник Великой Отечественной войны, пионер-герой. Погиб от взрыва мины при разминировании входов в каменоломни вблизи Керчи.
- Ессель, Леон (70) — немецкий композитор еврейского происхождения. Умер в больнице после ареста гестапо.
- Николов, Йордан (25) — югославский македонский партизан, участник Народно-освободительной войны Югославии, один из организаторов антифашистского сопротивления в Македонии. Народный герой Югославии (посмертно). Погиб в перестреолке с болгарскими полицейскими.
- Сафонова, Ольга Васильевна (42) ― русская актриса и художница, дочь В. И. Сафонова, сестра А. В. Книпер и Е. В. Сафоновой, тётя В. С. Тимирёва. Умерла от голодав блокадном Ленинграде.
- Тоголок Молдо (81) — киргизский советский акын.
- Шепперд, Мелвин (58) — американский легкоатлет, четырёхкратный чемпион летних Олимпийских игр (1908, 1912)

## 5 января
- Андронников, Владимир Николаевич (56) — русский революционер, партийный и государственный деятель. Репрессирован. Умер в советском лагере.
- Батуханов, Никита Фёдорович — министр народного просвещения Монгольской Народной Республики (1924—1928). Репрессирован. Умер в советском лагере. Реабилитирован посмертно.
- Модотти, Тина (45) — итальянский фотограф, актриса и революционерка. Умерла от инфаркта в Мексике.
- Смирнов, Алексей Максимович (51) — украинский советский режиссёр театра и кино. Умер в блокадном Ленинграде.
- Тойдт, Вильгельм (81) — немецкий теолог и псевдоучёный, руководящий сотрудник Аненербе.

## 6 января
- Беляев, Александр Романович (57) — советский писатель-фантаст, один из основоположников советской научно-фантастической литературы; умер от голода в оккупации.
- Де Байе-Латур, Анри (65) — бельгийский аристократ, граф; третий президент Международного олимпийского комитета (1925—1942).
- Мечёв, Сергей Алексеевич (49) — протоиерей, святой Русской православной церкви. Причислен к лику священномучеников, расстрелян по приговору военного трибунала

## 7 января
- Мальсагов, Ахмед Татарханович — участник Великой Отечественной войны, Командир звена бомбардировщиков 5-го бомбардировочного авиационного полка. Герой Российской Федерации (1995, посмертно); погиб в бою.
- Мунц, Оскар Рудольфович (70) — русский архитектор, педагог. Профессор, доктор архитектуры. Погиб в блокадном Ленинграде
- Остаев, Алексей Егорович (36) — военный лётчик, майор, участник советско-финляндской и Великой Отечественной войн. Герой Советского Союза (1940). Погиб возвращаясь с боевого задания.
- Осьмак, Василий Александрович (71) — российский и украинский советский архитектор.

## 8 января
- Воскобойник, Константин Павлович — русский националист, коллаборационист, первый
- ''''' бургомистр Локотского самоуправления во время Великой Отечественной войны, создатель Национал-социалистической партии России. Погиб в бою с партизанами.
- Габяши, Султан Хасанович (50) — татарский и башкирский композитор, педагог и музыкально-общественный деятель. Член Союза композиторов СССР (с 1940 года).
- Кертис, Гебер Дуст (69) — американский астроном.
- Ларка, Андрес (62) — эстонский военный и политический деятель, умер в советском лагере.
- Меликян, Хачатур Беглярович — участник Великой Отечественной войны, лейтенант, командир батальона 77-го стрелкового полка 227-й стрелковой дивизии, Герой Советского Союза (посмертно). Погиб в бою.

## 9 января
- Грелевский, Казимеж (34) — блаженный Римско-Католической Церкви, священник, мученик. Казнён в Дахау
- Колядов, Владимир (15) — несовершеннолетний партизан Великой Отечественной войны.
- Павловский, Иосиф (51) — блаженный Римско-Католической Церкви, священник, мученик. Погиб в Дахау.
- Рожицкий, Ежи (32) — — польский учёный, математик и криптограф, который совместно с Марианом Реевским и Генрихом Зигальским в январе 1933 года разгадал механизм машины «Энигма» Погиб на затонувшем корабле
- Рутерфорд, Джозеф Франклин (72) — — американский религиозный деятель, Свидетель Иеговы, второй президент Общества Сторожевой Башни.

## 12 января
- Орловский, Владимир — (52) русский советский писатель-фантаст. Умер от голода в блокадном Ленинграде.
- Петляков, Владимир Михайлович (50) — советский авиаконструктор. Погиб в авиакатастрофе.
- Семёнов, Сергей Александрович (48) — русский советский писатель. Участник финской и Великой Отечественной войн. Умер во фронтовом госпитале.

## 13 января
- Игнатовский, Владимир Сергеевич (66) — математик, физик, специалист в области оптической техники и теоретической оптики. Расстрелян по приговору военного трибунала. Реабилитирован посмертно.
- Флуг, Константин Константинович (48) — советский китаист. Ученик академика В. М. Алексеева. Научный сотрудник Азиатского музея Института востоковедения АН СССР (1925—1942)
- Шрамек, Эмиль (54) — блаженный Римско-католической церкви, священник, мученик, историк, библиофил. Казнён в Дахау

## 14 января
- Святенко, Фёдор Трофимович (37) — Советский военный деятель.

## 15 января
- Андреев, Николай Петрович (49) — русский советский фольклорист, литературовед.
- Смолячков, Феодосий Артемьевич (18) — снайпер 14-й отдельной мотострелковой разведывательной роты 13-й стрелковой дивизии 42-й армии Ленинградского фронта, красноармеец. Герой Советского Союза (посмертно). Погиб от пули немецкого снайпера в районе Пулково.
- Чучин, Фёдор Григорьевич (58) — участник революционного движения в России, партийный и советский деятель, инициатор и один из первых организаторов советской филателии. Репрессирован.

## 16 января
- Артур, герцог Коннаутский (91) — принц Великобритании, герцог Коннаутский и Страхарнский, Генерал-губернатор Канады (1911—1916)
- Летков, Андрей Иванович (38) — советский государственный деятель, народный комиссар электростанций СССР (1940—1942). Погиб при аварии на электростанции.
- Кэрол Ломбард (33) — американская актриса, номинантка на премию «Оскар». Погибла в авиакатострофе

## 17 января
- Зограф, Александр Николаевич (52) — российский и советский учёный-историк, специалист по античной нумизматике, доктор исторических наук. Умер в блокадном Ленинграде.
- Маркевич, Арсений Иванович (86) — историк Крыма, архивист, археолог, этнограф. Умер в блокадном Ленинграде
- Рейхенау, Вальтер фон (57) — немецкий генерал-фельдмаршал, командующий 6-й армией и группой армий «Юг». Обстоятельства смерти неясны.

## 18 января
- Зиновьев, Василий Иванович (партизан) — партизан Великой Отечественной войны, Герой Советского Союза (посмертно). Погиб в бою за город Холм
- Максименко, Максимилиан Степанович (63) — специалист в области электротермии, создатель отечественной электрометаллургической промышленности.

## 19 января
- Александр Кретов — Герой Советского Союза.
- Орестад, Свен (91) — норвежский писатель и политический деятель, губернатор Эуст-Агдера. Министр сельского хозяйства (1906—1908)
- Фрунзе, Тимур Михайлович (18) — советский военный лётчик, лейтенант, сын политического деятеля и военачальника М. В. Фрунзе. Герой Советского Союза (посмертно). Погиб в бою под Старой Руссой.

## 20 января
- Ахриев, Рашид Чахович — первый лётчик из народов Северного Кавказа. Погиб в бою.
- Кобланов, Фазыл Айтмухамедович (30) — советский политический деятель, председатель Исполнительного комитета Павлодарского областного Совета (1941—1942).
- Романовский, Гавриил Иванович (68) — российский пианист и музыкальный педагог. Репрессирован. Умер в советском лагере.
- Шабанбеков, Узеир Мусаевич — начальник УНКВД Алма-Атинской области (1936—1937). Репрессирован. Умер в советском лагере.

## 21 января
- Бондаренко, Константин Иванович — советский художник-постановщик. Умер в блокадном Ленинграде.
- Вайнер, Славиша (38) — — югославский партизан, участник Народно-освободительной войны, Народный герой Югославии (посмертно). Застрелился, чтобы не попасть в плен к немцам.
- Илич, Милан — югославский партизан, участник Народно-освободительной войны. Народный герой Югославии (посмертно). Попался в засаду и был расстрелян в упор немцами.
- Сергей Комендант (27) — Герой Советского Союза.
- Ларраньяга, Хесус (40) — баскский революционер, подпольщик-антифранкист и член руководства Коммунистической партии Испании.
- Павлович, Драган — югославский партизан, участник Народно-освободительной войны, Народный герой Югославии (посмертно). Попался в засаду и был расстрелян в упор немцами.
- Траншель, Владимир Андреевич (74) — российский и советский ботаник, миколог. Предложил новый метод изучения ржавчинных грибов, названный «методом Траншеля».

## 22 января
- Бетаки, Павел Васильевич (53) — советский художник-постановщик. Погиб в блокадном Ленинграде.
- Лосев, Олег Владимирович (38) — советский физик и изобретатель. Открыл кристадинный эффект. Умер от голода в блокадном Ленинграде.
- Майский, Сахип Нурлугаянович (41) — участник советско-финской и Великой Отечественной войн, Герой Советского Союза (1940), командир батальона 674-го стрелкового полка 150-й стрелковой дивизии 13-й армии, капитан. Умер от ран в госпитале.
- Петров, Рачо (80) — болгарский политический и военный деятель, премьер-министр Болгарии (1901, 1903—1906)
- Пыльнов, Григорий Дмитриевич (34) — советский спортсмен и тренер, восьмикратный чемпион СССР. Погиб на фронте Великой Отечественной войны.
- Сикерт, Уолтер (81) — английский художник переходного периода между импрессионизмом и модернизмом
- Сяо Хун (30) — китайская писательница и поэтесса, одна из «четырёх талантливейших женщин Республики»

## 23 января
- Паперник, Лазарь Хаймович (23) — участник Великой Отечественной войны, красноармеец, снайпер, заместитель политрука, Герой Советского Союза (посмертно), погиб в бою за деревню Хлуднево.

## 24 января
- Годлевский, Винцент (55) — католический священник, руководитель националистического белорусского подполья в годы немецкой оккупации. Расстрелян немецкими оккупантами.
- Сахип Майский (41) — участник Великой Отечественной войны. Герой Советского Союза.

## 25 января
- Адрианов, Сергей Александрович — русский литературный критик, публицист, историк литературы, переводчик. Умер в блокадном Ленинграде.
- Крымский, Агафангел Ефимович (71) — украинский советский историк, писатель, переводчик, востоковед, тюрколог и семитолог, один из организаторов (1918) и академик Академии наук (АН) Украины. Умер в ссылке в Кустанае.
- Соколов, Анатолий Михайлович (30) — участник Великой Отечественной войны, военный комиссар эскадрильи 5-го гвардейского истребительного авиационного полка Калининского фронта, батальонный комиссар. Герой Советского Союза (посмертно). Погиб в бою
- Энгельгардт, Борис Михайлович — российский филолог, литературовед и переводчик, сын М. А. Энгельгардта. Умер в блокадном Ленинграде.

## 26 января
- Башмаков, Пётр Дмитриевич — советский лётчик, участник Великой Отечественной войны. Умер от болезни.
- Романов, Константин Константинович (59) — русский советский архитектор, реставратор, исследователь архитектуры, археолог, этнограф, преподаватель. Умер от голода в блокадном Ленинграде.
- Хаусдорф, Феликс (73) — немецкий математик еврейского происхождения, один из основоположников современной топологии. Автор теоремы Хаусдорфа, метрики Хаусдорфа и размерности Хаусдорфа, открыватель хаусдорфова пространства. Покончил жизнь самоубийством перед отправкой в нацистский концлагерь.

## 27 января
- Адонц, Николай Георгиевич (71) — армянский советский общественный деятель, историк.
- Мегла, Винко (20) — югославский словенский антифашист, партизан Народно-освободительной войны Югославии, Народный герой Югославии (посмертно). Убит в перестрелке немецкими оккупантами.
- Ян Юнкур (род. 1887), эстонский военный офицер, полковник.

## 28 января
- Есауленко, Владимир Венедиктович — лейтенант Рабоче-крестьянской Красной Армии, участник Великой Отечественной войны, командовал ротой 71-го стрелкового полка 30-й стрелковой дивизии 56-й армии Южного фронта Герой Советского Союза (посмертно). Погиб в бою.
- Лукьянов, Александр Михайлович (22) — советский лётчик-истребитель, младший лейтенант, командир звена 159 истребительного авиаполка, Герой Советского Союза, погиб в бою
- Серебреников, Виталий Степанович (79) — русский писатель, психолог и педагог. Умер в блокадном Ленинграде.
- Сиглер, Эдвард (60) — американский гимнаст и легкоатлет, бронзовый призёр летних Олимпийских игр 1904.
- Ээнпалу, Каарел (53) — эстонский государственный деятель, Государственный старейшина Эстонии (1932), премьер-министр (1938—1939). Репрессирован, умер в советском лагере

## 29 января
- Герасименко, Иван Саввич — участник Великой Отечественной войны, командир отделения стрелков в составе 229-го стрелкового полка 285-й дивизии (52-я армия Волховского фронта), Герой Советского Союза (посмертно). Погиб в бою.
- Гринберг, Владимир Ариевич (46) — российский советский живописец, график и педагог. Умер в блокадном Ленинграде.
- Красилов, Александр Семёнович — участник Великой Отечественной войны, стрелок в составе 229-го стрелкового полка 285-й дивизии (52-я армия Волховского фронта), Герой Советского Союза (посмертно). Погиб в бою.
- Молчанов, Николай Степанович — советский журналист и литературовед, второй муж О. Ф. Берггольц.
- Найдёнов, Василий Иванович (48) — советский военный деятель, генерал-майор.
- Черемнов, Леонтий Арсентьевич — участник Великой Отечественной войны, стрелок в составе 229-го стрелкового полка 285-й дивизии (52-я армия Волховского фронта), Герой Советского Союза (посмертно). Погиб в бою.

## 31 января
- Пономарёв, Николай Николаевич — советский конструктор электроизмерительных приборов. Умер в блокадном Ленинграде.